# Place du Lieutenant-Stéphane-Piobetta
La place du Lieutenant-Stéphane-Piobetta est une voie du 14e arrondissement de Paris, en France.

## Situation et accès
La place du Lieutenant-Stéphane-Piobetta est une voie publique située dans le 14e arrondissement de Paris. Elle débute avenue Villemain et se termine rue d'Alésia.

## Origine du nom
Elle porte le nom de Stéphane Piobetta (1913-1944), professeur de philosophie, résistant, mort en héros en attaquant les positions allemandes sur le Garigliano.

## Historique
La place est créée, sans nom, en 1897, et prend sa dénomination actuelle le 27 juillet 1979. 